# Dominicanenkerk (Košice)
De Dominicanenkerk (Slowaaks: Dominikánsky kostol) (ook gekend als: Maria-Hemelvaartskerk) is een oud rooms-katholiek bedehuis, gelegen in het centrum van Košice, aan het Dominikánske námestie (vertaald: Dominicanenplein). Dit is op een boogscheut van de Hlavná ulica (vertaald: Hoofdstraat), vlak bij de Sint-Elisabethkathedraal.

## Ontstaan
In tegenstelling tot vele andere religieuze orden die zich bij voorkeur vestigden in afgelegen gebieden, stichtten de dominicanen (predikheren) in de 13e eeuw hun kloosters in de steden. Kenmerkend voor hen was de levenswijze volgens de leer van Dominicus Guzmán en de actieve prediking, die onmogelijk zou geweest zijn zonder hun aanwezigheid in de woonkernen.
De Dominicanen behoorden tot de zogenaamde bedelorden: ze leefden van de aalmoezen die ze van de bevolking ontvingen. Hun vestigingsplaats lag over het algemeen niet aan de pleinen in het centrum, maar wel aan de stadsrand, nabij de wallen.
De eerste Dominicanenkerk in Košice werd gebouwd omstreeks 1290. Van dat gebouw wordt in de geschriften melding gemaakt vanaf 1303. De huidige kerk is niet identiek aan het toenmalige gebouw maar ze bevat er wel architectonische elementen van, met name de kapitelen van de steunpilaren die destijds het middeleeuwse gewelf droegen.
Naast de kerk werd een klooster gesticht en in de 14e eeuw een school.

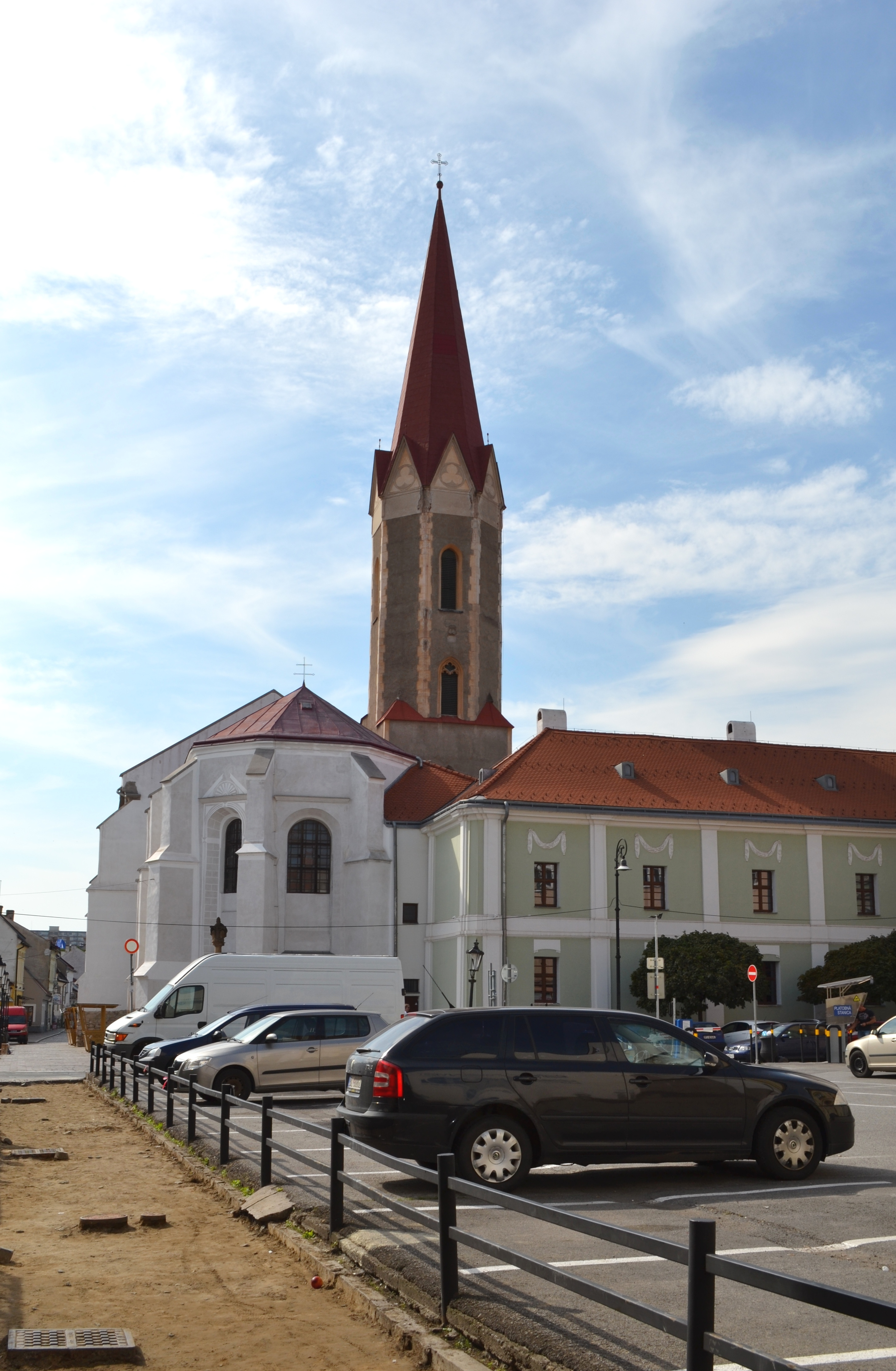
Dominicanenkerk aan het Dominicanenplein

Het huidige Dominicanenplein was in die tijd grotendeels eigendom van de kloosterlingen.

## Brand

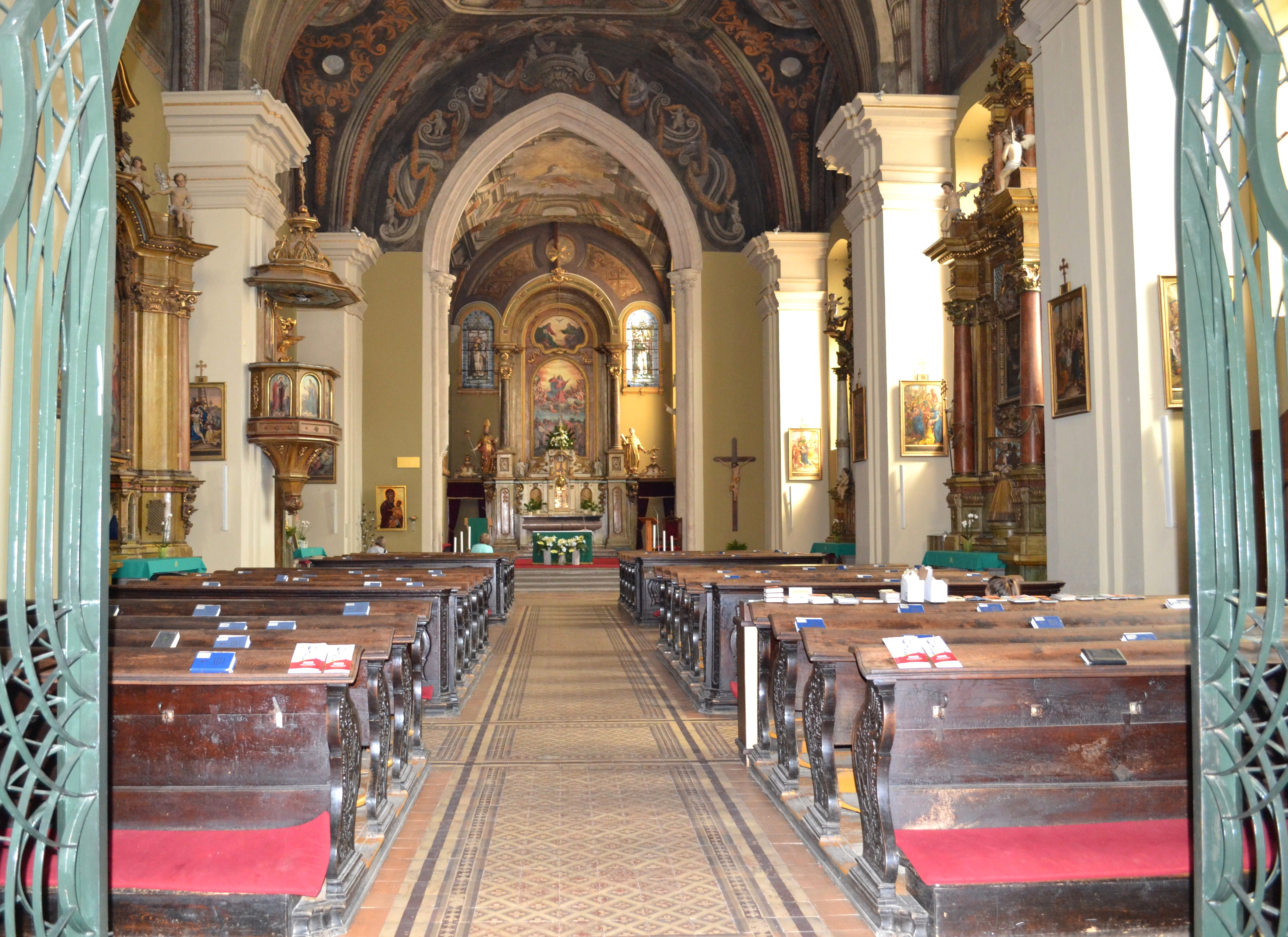
Interieur

Een belangrijke gebeurtenis in de geschiedenis van de Dominicanen in Košice was de verwoestende brand op 13 april 1556.
Deze vuurzee verteerde driekwart van de hoofdzakelijk uit hout opgetrokken woningen, met als gevolg dat de inwoners -gedwongen tot uiterste spaarzaamheid- hun middelen niet konden aanwenden voor aalmoezen ten behoeve van de paters. 
Om die reden lieten de Dominicanen na de brand het beheer van hun eigendommen tijdelijk over aan de gemeenteraad, en verhuisden naar Trnava. Het feit dat de gereformeerde kerk in Košice steeds meer aanhangers vond, speelde in deze beslissing wellicht ook een rol.
Het gemeentebestuur -onvoldoende middelen ter beschikking hebbende voor een volledige herstelling op korte termijn- beperkte de reparatie tot het dak. Onmiddellijk nam de stedelijke dienst voor armenzorg zijn intrek in het voorlopig herstelde gebouw en installeerde er een magazijn, met langdurige geschillen tussen het stadsbestuur en de Dominicanenorde tot gevolg.
Op 16 december 1697 vaardigde keizer Leopold I een bevel uit volgens hetwelk de Dominicanen naar Košice moesten terugkeren om daar hun oorspronkelijke activiteit uit te oefenen.
Deze steun van de keizer was niet helemaal toevallig vermits de Dominicanen een belangrijke rol speelden in de Contrareformatie. Pas in 1699 was het herstel van het convent een feit. Daarop volgde het begin der wederopbouw van de kerk. Deze kon pas 40 jaar nadien, op 4 augustus 1741, opnieuw gewijd en in gebruik genomen worden. Ze werd bij die gelegenheid opgedragen aan de hemelvaart van Maria.
Na de afwerking van de kerk begon ook de bouw (met stadssteun) van een nieuw klooster aan de Mäsiarská-straat (Slowaaks: Mäsiarska ulica). De voltooiing daarvan geschiedde zowat een kwarteeuw later, in 1767.
Anno 1846 trof een brand andermaal de kerk. Ofschoon het vuur aan gene zijde van de stad op Čermeľskej ceste uitbrak, breidde het zich verder uit, tot aan de kerktoren, resulterend in het verlies van drie klokken en verscheidene zeldzame boeken.

## 19e en 20e eeuw
In het begin van de 19e eeuw, bij de opkomst van het socialisme, was in het klooster een volkskunstschool gevestigd.
Later, tijdens de Hongaarse Revolutie van 1848 eigende de Russische strijdkrachten zich de kerk met geweld toe en maakten er een voedselopslagplaats van.
Aan het begin van de 19e en 20e eeuw onderging het convent veranderingen en werd een nieuw orgel opgesteld.
In 1903 verhoogde men de kerktoren tot 68 meter, zodat deze negen meter hoger werd dan de noordelijke toren van de Sint-Elisabethkathedraal.
Benevens het hoogaltaar, gewijd aan de Maagd Maria, heeft de kerk vier zijaltaren. Het interieur stamt grotendeels uit de 19e eeuw.
Het oudste deel van de kerk is het schip in romaanse stijl. Oorspronkelijk waren er smalle ramen, die tijdens de barokke reconstructie hun huidige vorm kregen. De toren is opgetrokken aan de noordkant van het schip.
Onderzoek in 1979 leidde tot de ontdekking van een raam met gebeeldhouwde maaswerkdecoratie. Dit venster staat in schril contrast met de relatief bescheiden ramen van de kerk, en is een belangrijk artistiek element uit het midden van de 13e eeuw.
Het gebedshuis onderging in 2006 een geschiedkundig monumentenonderzoek voorafgaand aan de restauratie in 2014.
Het is ook een toeristische trekpleister in verband met zijn ondergronds netwerk van gangen, kelders en crypten onder het Dominicanenplein.

## Fresco's

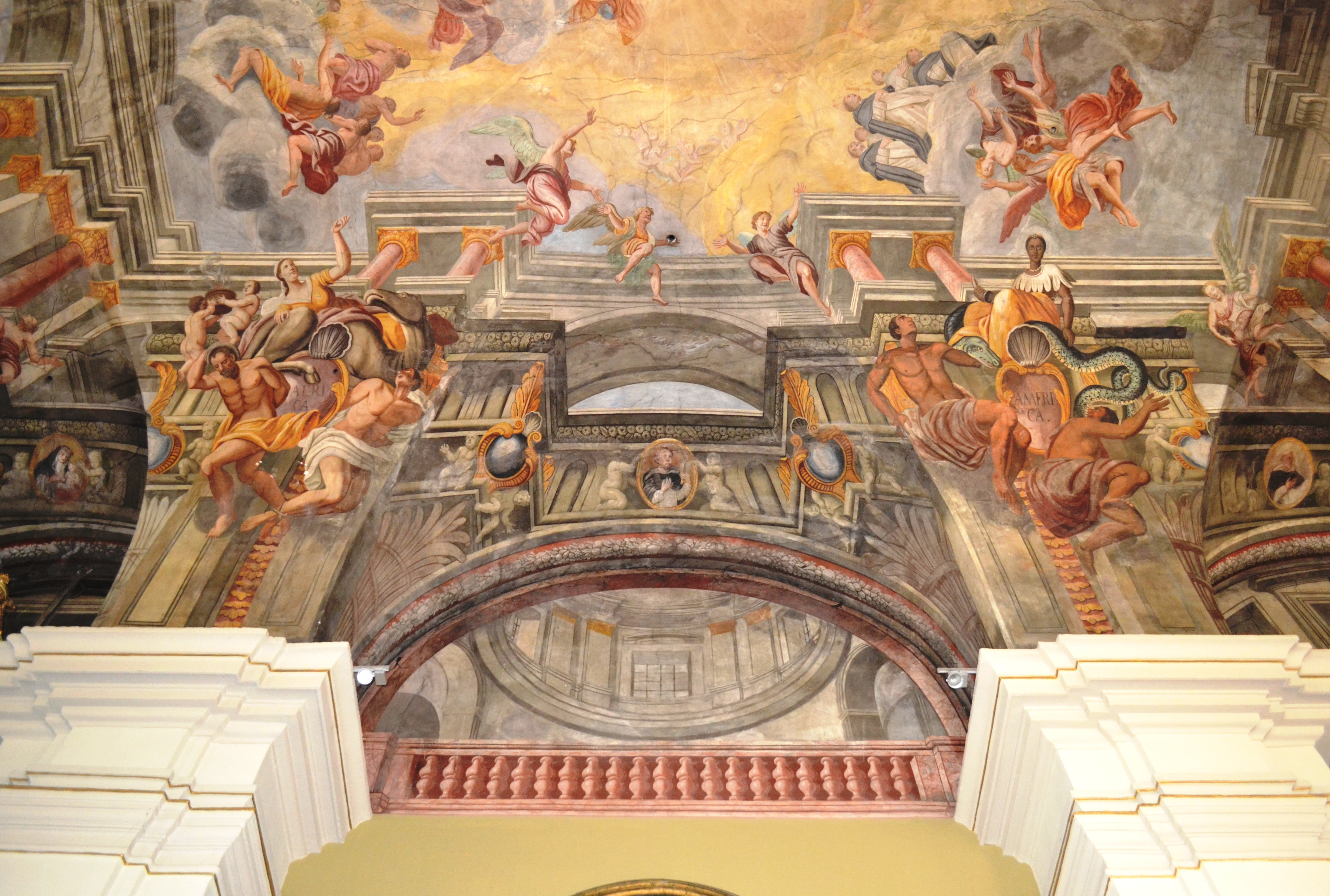
De muur- en plafondschilderingen wekken de illusie dat de kerk noch gewelf noch dak heeft.

Tussen 1750 en 1758 verfraaide Štefan Vörös de muren met fresco's.
Op de muren schilderde de kunstenaar schijnbarsten die een oude en historische sfeer simuleren.
Doordat op het plafond schilderingen zijn aangebracht, wordt de illusie gewekt dat de kerk noch gewelf noch dak heeft, en dat men recht naar het firmament kijkt.

Het hoofdaltaar stelt de Hemelvaart van de Maagd Maria voor, terwijl schilderingen Dominicus Guzmán, Catharina van Siena  en Thomas van Aquino verbeelden.